# 吉林芸術学院
吉林芸術学院（きつりんげいじゅつかくいん、中国語: 吉林艺术学院 英語: Jilin University of Arts）は中華人民共和国吉林省政府に所属する中国東北部で唯一の総合的な芸術大学である。大学の略称は吉芸（ジイ）。

## 沿革
- 1946年 東北大学魯迅文芸学院として設立
- 1958年 吉林芸術専科学校に改制
- 1962年 吉林省文化幹部学校、吉林省芸術学校、吉林省歌舞劇院付属音楽舞踊学校、吉林市芸術学校、長春映画製作所附属長春映像学院と統合完了
- 1978年 吉林芸術学院に改制
- 1993年 国家教育部、吉林芸術学院に修士学位の授与権を与える
- 1995年 吉林省教育庁の許可を得て、省級重点学科教育基地を設置
- 2000年 吉林省戯曲学校を統合
- 2007年 国家教育部の許可を得て、吉林省デザインと芸術研究センターを設置
- 2010年 吉林芸術学院新媒体学院を設立
- 2015年 吉林省教育庁の許可を得て、3D芸術実験研究センターを設置。また、吉林省文化創意研究心センターを設置
- 2016年 吉林芸術学院東北民間舞踊創作研究センターを設置

## 教育及び研究組織
学部
- 音楽学部
  - 音楽学
  - 作曲と作曲技術理論
  - 基礎理論教育
  - ピアノ演奏
  - 声楽学

- 美術学部
  - 中国画
  - 版画
  - 油画
  - 彫塑
  - 美術学
  - 現代絵画芸術
  - 基礎教育

- デザイン学部
  - 視覚伝達デザイン
  - 環境芸術デザイン
  - 服装デザイン
  - インダストリアルデザイン
  - 公共芸術デザイン
  - 造形基礎教育

- ステージとスクリーン学部
  - ステージとスクリーン演劇
  - スクリーン監督
  - 脚色監督
  - プロードキャスティングアーツ
  - プロードキャスティングアーツ（吹替え方向）
  - プロードキャスティングアーツ（インタビュー方向）
  - プロードキャスティングアーツ（バイリンガル方向）
  - プロードキャストとテレビジャーナリズム
  - 人物造形デザイン

- 舞踊学部
  - 舞踊演劇
  - 舞踊脚色
  - 民間舞踊
  - 舞踊教育
  - 舞踊音楽（理論）研究所
  - 舞踊音響映像スタジオ
  - 舞踊インフォメーションセンター
  - 芸術実践センター
  - 検定試験センター

- ニューメディア学部
  - デジタルイメージ
  - デジタルシネマ
  - デジタルエンターテインメント
  - デジタルメディア
  - メディアスキーム
  - デジタルスペースデザイン

- 動漫学部
  - 動画芸術
  - カートゥーン漫画
  - 建物動画
  - メディア動画
  - 動漫グッズ

- 芸術教育学部
  - 音楽教育
  - 美術教育

- 芸術管理学部
  - 芸術管理

- 流行音楽学部
  - 流行音楽演唱
  - 現代器楽演奏
  - 流行音楽製作と創作

- 戯曲学部
  - 京劇演劇
  - 戯曲伴奏
  - 戯曲舞台美術デザイン
  - 戯曲脚色と監督

- 都市芸術学部
  - 芸術デザイン（環境芸術デザイン方向）
  - 芸術デザイン（グラフィックデザイン方向）
  - シネマティクデザイン

- 付属中等専門学校
  - 音楽基礎教育
  - 舞踊基礎教育

- 公共基礎部
  - 思想政治理論教員室
  - 体育教員室
  - 中国語教員室
  - 付属中等学校文化課教員室

大学院
- 美術学研究科
- 芸術デザイン研究科
- 音楽学研究科
- 音楽と舞踊学研究科
- 戯曲と影視学研究科